# محوطه حسن زنبری ۳
محوطه حسن زنبری ۳ مربوط به دوران پیش از تاریخ ایران باستان - دوره اشکانیان است و در شهرستان فارسان، بخش مرکزی، دهستان میزدج علیا، ۱/۳ کیلومتری شمال غرب شهر گوجان واقع شده و این اثر در تاریخ ۲۷ اسفند ۱۳۸۷ با شمارهٔ ثبت ۲۶۵۵۳ به‌عنوان یکی از آثار ملی ایران به ثبت رسیده است.